# Chiquinho Carlos
Francisco Carlos (Taquaritinga, 26 de abril de 1963), conhecido como Chiquinho Carlos, é um jogador de futebol brasileiro aposentado que jogou como atacante.
Passou onze anos da sua carreira profissional em Portugal (21 no total no país), acumulando 271 partidas e setenta gols na Primeira Liga em nove temporadas e representando principalmente Benfica, Vitória de Guimarães e Braga.

## Carreira no clube
Nascido em Taquaritinga, São Paulo, Chiquinho Carlos começou a tocar no Botafogo Futebol Clube (SP) e no Clube de Regatas do Flamengo. Em 1986, mudou-se para Portugal, onde permaneceria pelo resto de sua carreira, representando o S. L. Benfica, Vitória de Guimarães, S. C. Braga, Vitória de Setúbal, Académico de Viseu F. C. e Atlético Clube de Portugal.
Chiquinho marcou em seu primeiro jogo oficial pelo Benfica, um empate fora de casa por 2–2 contra o F. C. Porto em 24 de agosto de 1986. Ele ganhou uma dobradinha em sua primeira temporada, passando a aparecer em oitenta partidas competitivas durante seus dois anos de período e com 21 gols. Além disso, ele competiu com a equipe anterior na Copa da Europa de 1987–88, disputando os 120 minutos finais da final, uma derrota por pênaltis para o PSV Eindhoven.
Dos 35 aos 44 anos, Chiquinho Carlos jogou futebol amador com C. D. Mafra e G. D. Igreja Nova. Imediatamente após se aposentar, ele retornou ao antigo, atuando como treinador de goleiros por vários anos.

## Honras

### Benfica
- Primeira Liga: 1986–87[10]
- Taça de Portugal: 1986–87[10]
- Supertaça Cândido de Oliveira: Finalista em 1986, 1987

### Vitória Guimarães
- Supertaça Cândido de Oliveira: 1988